# グライム
グライム（英: Grime）は、UKガラージ、2ステップなどのハウス系クラブミュージックに、ラップやレゲエの要素を加えた音楽ジャンルの総称である。2000年代にイギリスで生まれ、若者の間で人気となった。長年イギリスのアンダーグラウンドなジャンルであったが、2010年代後半のストリーミング配信サービスの普及、それに伴ったヒップホップの世界的な人気を背景に2020年現在、グローバルチャート上位に複数のアーティストが顔を並べるなどグローバルな人気を得ている。

## 概要
グライムの源流として生まれたのが、1990年代半ばのUKガラージの潮流である。ハウスの一派であるガラージにヒップホップ、レゲエ、ドラムンベースなどの要素が混ざり合い、イギリス独自のハウスミュージックとして発展した。このUKガラージのパーティーにおける司会者 (MC) が、後にリリシストとしての役回りを求められるようになり、既存のヒップホップ・シーンと融合。「Pay as you go cartel」というクルーに所属していたワイリーが、ディジー・ラスカルらと発表した「Eskimo」という楽曲によってグライムとしての音楽性を確立し、現在にいたる。

## サウンド
BPM135 - 150程度の早めのトラックに、極端にオクターブを下げた無機質なシンセベース、早回しのラップ、ドラム・パーカッション的な機能としてのハンドクラップ (拍手) などが特徴としてあげられる。ただし2003年頃から台頭した歴史の浅いジャンルであり、これらの音楽的特徴を持ち合わせていない楽曲も少なからず存在する。また、グライムサウンドに乗せてラップする者は「グライムMC」と呼ばれる。以下詳述する通り、ビジュアル面共々ヒップホップとの接近が非常に顕著で、一聴しただけでは区別がつかないことも多い。

## ヒップホップとの関連
グライムは、その誕生や発展の経緯からハウスミュージックの一派として解釈されるが、ブラックミュージックの潮流に属するヒップホップの派生ジャンルである、との誤解を受けることが少なくない。これはどちらもラップを音楽性の中核的要素としていることから、グライム成立の経緯に明るくない者が英米両国の音楽文化を比較する際、「グライム=イギリス流のヒップホップ」と解釈してしまうことが原因と思われる。実際には、イギリス国内においてはグライムだけでなく独自の歴史を持つヒップホップのシーンも確立されており、両者を同一視する解釈は完全な誤りである。リリックの構造においても、ヒップホップとグライムの間には少なからず相違点がみられる。
グライムのラップの典型的な特徴として、徹底的な表打ちに合わせたの頭韻、また早いビートを上回る前乗りによる独特の疾走感がある。加えて、(あえて)使い回された決まったフレーズを連呼して、観客との一体感や耳に残るキャッチーさを生み出す。ヒップホップとの差別化に試行錯誤してグライムが発展したとも言えるだろう。しかし、近年では曲によってヒップホップ調のラップをするものも少なくない。
グライムが独自のジャンルとして成立するにあたって、ヒップホップから多くの面において非常に強い影響を受けたことは事実と言える。例えばファッションに着目すると、ヒップホップMCとグライムMCの間には外見的な相違点がほぼみられない。これはグライムのシーンにおいても、ヒップホップ系ファッションの着用が1つの標準となっていることが理由である。非常に攻撃的で、反権力・反体制的なメンタリティを持つという点でも両者は共通しており、ヒップホップとのクロスオーバーはグライムシーンにおいて、常に重要なキーワードであり続けている。
特に2010年代以降、この両ジャンルの接近は著しくなっており、ヒップホップとグライムのMCが同一の楽曲で共演するケースもみられる (代表例として「Joe Grind feat. JME/Rap meets Grime」が挙げられる)。イギリス人アーティスト同士だけではなく、イギリスのグライムMCとアメリカのヒップホップMCがコラボレーションを行う例も増えている。カニエ・ウェストが2015年度のブリット・アワードにおいて新曲「All day」を披露した際、ステージ上においてロンドン出身のグライムMC25人を含むシーンの関係者らが一堂に会したパフォーマンスは、世界的に大きな話題となった。ヒップホップサイドにおいても、派生ジャンルの1つであるトラップの人気が拡大していることから、比較的近似したサウンドを持つグライムとの接近が容易になっていることも、こうした現象が起きる1つの要因と言えるであろう。

## イギリス以外のシーン
最大の流行国は発祥の地イギリスであるが、他に同じ英語圏であるアメリカやカナダ、また日本やフランスなどの英語圏以外の国々にも、全体数は少ないながらもアーティストが存在する。カナダ人のTre Missionは、外国出身でありながらイギリスで最も大きな成功を収めているグライムMCの一人である。近年徐々に増えている、アメリカ人アーティストが手掛けるグライム楽曲は俗に「ステイトサイド・グライム (Stateside Grime)」と呼ばれる。ただ、イギリスのリスナーの間では「グライムはあくまでイギリス英語で歌われるべき自分たちの音楽」という風潮も根強く、アメリカ英語が使われるステイトサイド・グライムに対しては否定的な見解も一定数存在する。ラップミュージックが盛り上がりを見せている日本では2020年にralphがオーディション番組のラップスタア誕生！で優勝し、そのスタイルに近年注目が集まっている。

## 著名なアーティスト

### イギリス
- ディジー・ラスカル
- ハドーケン!
- ソー・ソリッド・クルー
- リーサル・ビズル
- ボーイ・ベター・ノー
- JME
- ワイリー
- ケイノ
- スケプタ
- ストームジー
- AJ・トレーシー
- Aitch

### アメリカ
- スパンク・ロック
- MCジュマンジ

### カナダ
- トレー・ミッション

### その他の国
- ブラカ・ソム・システマ (ポルトガル)
- ralph (日本)
- DUFF (日本)